# Výběr z cibéb

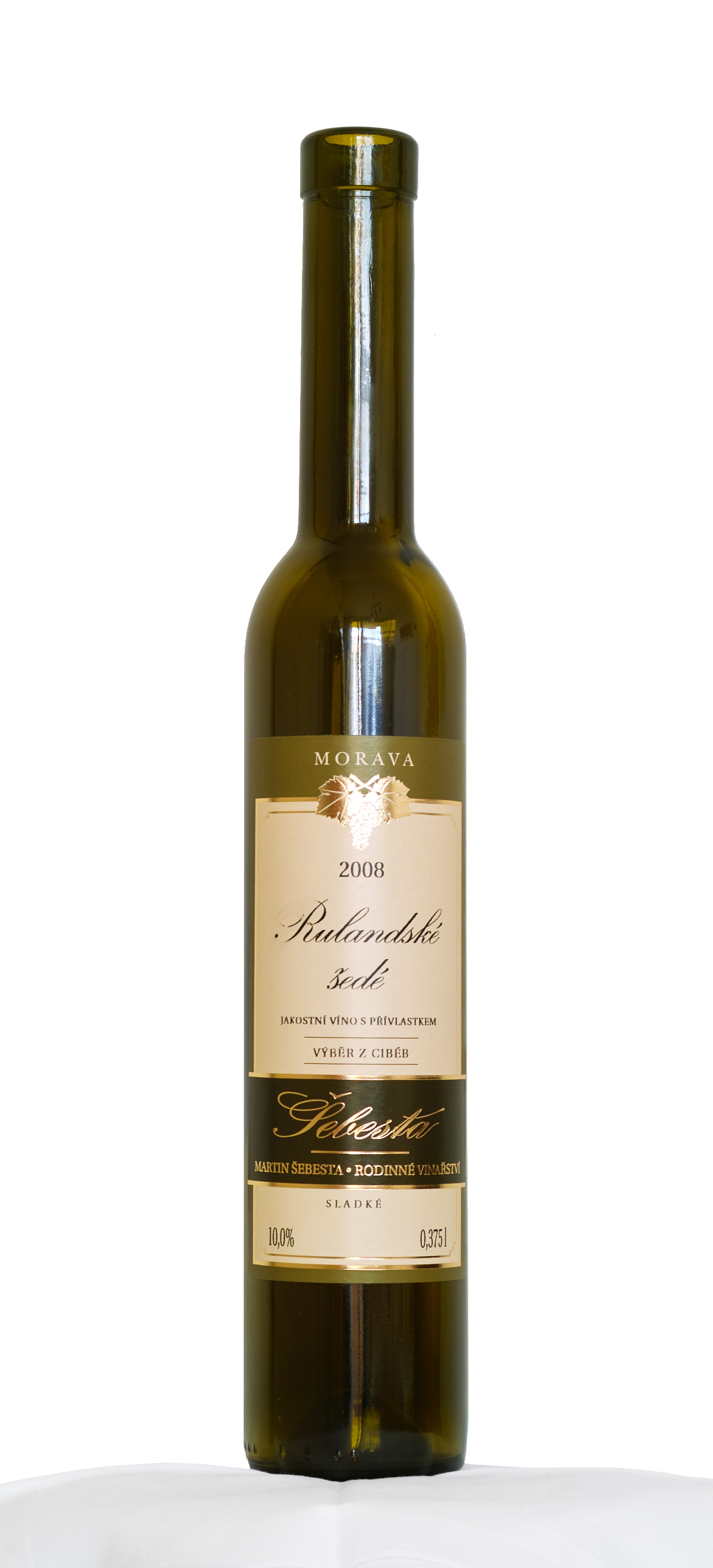
Výběr z cibéb
Rulandské šedé 2008
lahev 0,375l

Výběr z cibéb patří mezi přívlastková vína, k jehož výrobě jsou použity nejvyzrálejší hrozny, jaké lze přirozenou cestou vypěstovat. Pro výběry z cibéb je typický vysoký zbytek přírodního cukru, obvykle nižší obsah alkoholu, vysoká extraktivnost a velmi plná chuť.

## Historie
Hlavní myšlenku výroby a tím pádem i historii sdílí s botrytickými sběry a slámovými víny.
V novodobé české historii byl přívlastek výběr z cibéb uzákoněn teprve ve vinařském zákoně z roku 2004. Původní verze z roku 1995 jej ještě nezná.

## Výroba
Víno se smí vyrábět pouze z cibéb, tzn. bobulí napadených plísní šedou, nebo bobulí přirozeně přezrálých. V obou případech musejí dosáhnout cukernatosti minimálně 32° normalizovaného moštoměru.
Po školení v sudech (obvykle 1–2 roky) jsou vína stáčena do lahví o objemu 0,2; 0,38 nebo 0,5 litru. Cenově se blíží vínům ledovým.

## Klasifikace
Výběry z cibéb mají svým charakterem poměrně blízko vínům slámovým a botrytickým sběrům. Oproti slámovým vínům musejí bobule do požadované cukernatosti dozrát na keři (dále již nejsou dosušovány). Minimální požadavky na cukernatost 32°, které jsou o 5° výš než u vín slámových, ledových a výběrů z bobulí, dělají z výběru z cibéb přívlastkové víno s nejpřísnějšími požadavky na vyzrálost hroznů v rámci současného (2010) vinařského zákona.
Na Slovensku vinařský zákon rozlišuje Hrozienkový výber, který je vyroben z přezrálých bobulí o cukernatosti minimálně 28°, a Cibébový výber, který je vyroben z botrytických bobulí o cukernatosti minimálně 28°.

## Vína
Vína bývají v drtivé většině sladká s obsahem zbytkového cukru mezi 100–200 gramy na litr. Polosladké výběry z cibéb jsou spíše výjimečné. Typický obsah alkoholu je 10–13 %, extrakt mezi 35–50 gramy na litr.
V chuti a vůni obvykle dominují hrozinkové a medové tóny, někdy je přítomný i botrytický buket, pryskyřičné aroma a chuť sladkého přezrálého ovoce. Používány bývají především ty odrůdy, které v našich podmínkách snáze dozrávají a rychle zvyšují cukernatost. Typické jsou Pálava, Tramín červený, Rulandské šedé, Děvín, Chardonnay a Ryzlink vlašský.